# Fax Press
Fax Press fue una agencia de noticias fundada en los años ochenta por Manuel Leguineche y perteneciente al grupo de medios de comunicación Intereconomía Corporación desde 2001 hasta 2009, fecha en la que cesó su actividad. Entre los directores de la misma se encontraron José Cavero y Pilar Cernuda, quien fue la última en ocupar este puesto. La agencia proveía información continua sobre política, economía, ámbito internacional, cultura y ciencia entre otras áreas.

## Historia
La agencia fue fundada en los años ochenta por el periodista y escritor Manuel Leguineche bajo el nombre de LID (Línea Independiente de Diarios). Leguineche había sido también uno de los fundadores y el primer director de la agencia Colpisa. En el año 1991 cambió su denominación por la de Fax Press.
En el año 2001 se realizó la compra de la agencia de noticias por Intereconomía a Leguineche, pasando así a ser una de las empresas que formaban parte de la citada corporación.
Desde el 29 de julio de 2009, la agencia poseía un portal digital a través del cual los clientes podían obtener acceso a las informaciones credas por el equipo de redacción de Fax Press
El 16 de septiembre de 2009 el grupo Intereconomía anunció el cierre de la agencia de noticias. La empresa ofreció a los trabajadores incorporarse a la plantilla del periódico perteneciente a la corporación, La Gaceta de los Negocios. Dicha oferta también se envió a la que hasta la fecha era la directora de la agencia.
El 30 de septiembre de ese mismo año se hizo efectiva la clausura de la empresa. Se realizó un evento en homenaje a Manuel Leguineche, su fundador, cuya presencia se excusó debido a su estado de salud. Así mismo la plantilla, formada por una docena de periodistas, aceptó la propuesta de incorporación al diario La Gaceta de los Negocios, si bien Pilar Cernuda no aceptó dicha oferta.